# Höllmühle (Ansbach)
Höllmühle (fränkisch: „Hellmill“, auch Obermühle genannt) ist ein Gemeindeteil der kreisfreien Stadt Ansbach (Mittelfranken, Bayern). Höllmühle liegt in der Gemarkung Elpersdorf bei Ansbach.

## Geografie
Die Einöde liegt am Höllmühlbach. Im Südosten grenzt das Waldgebiet Im Forst an, 0,75 km nordwestlich erhebt sich der Rotenberg (463 m ü. NHN), 0,5 km südwestlich der Kronberg. Eine Gemeindeverbindungsstraße führt nach Oberdombach (0,6 km nordöstlich) bzw. zur Staatsstraße 2249 bei Neunstetten (1,2 km südwestlich).

## Geschichte
Der Ort wurde 1572 als „Hellmul“ erstmals urkundlich erwähnt mit der Bedeutung Zur Mühle in der Talschlucht.
Gegen Ende des 18. Jahrhunderts gehörte die Höllmühle zur Realgemeinde Oberdombach. Die Mühle hatte das Kastenamt Herrieden des Hochstifts Eichstätt als Grundherrn. Unter der preußischen Verwaltung (1792–1806) des Fürstentums Ansbach erhielt die Höllmühle die Hausnummer 21 des Ortes Oberdombach. Von 1797 bis 1808 unterstand der Ort dem Justiz- und Kammeramt Ansbach.
Im Geographischen statistisch-topographischen Lexikon von Franken (1800) wird der Ort folgendermaßen beschrieben:

„Höllmühle, Eichstättische zum Ober- und Vogtamte Wahrberg Aurach gehörige Einödemühle zwischen Neunstetten, wohin sie gepfarrt ist, und Oberdombach an einem Bache, der aus einem Weiher entspringt und sich bald darauf mit der Altmühl vereiniget, gelegen. Die Mühle wird zu Oberdombach gerechnet, muß den unwilligen Dienst nach Wahrberg verrichten und die Endten- dann Gänseställe säubern lassen.“

Im Rahmen des Gemeindeedikts wurde Höllmühle dem 1808 gebildeten Steuerdistrikt Elpersdorf und der 1811 gegründeten Ruralgemeinde Elpersdorf zugeordnet. Diese wurde im Zuge der Gebietsreform in Bayern am 1. Juli 1972 nach Ansbach eingemeindet.

### Ehemaliges Baudenkmal
- Wassermühle am Käferbach, im Kern aus dem 18. Jahrhundert[13]

### Einwohnerentwicklung
| Jahr      | 001818 | 001840 | 001861 | 001871 | 001885 | 001900 | 001925 | 001950 | 001961 | 001970 | 001987 |
| Einwohner | 4      | 8      | *      | 7      | 8      | 6      | 7      | 5      | 4      | 5      | 5      |
| Häuser    | 1      | 1      |        |        | 1      | 1      | 1      | 1      | 1      |        | 1      |
| Quelle    | [ 15 ] | [ 16 ] | [ 17 ] | [ 18 ] | [ 19 ] | [ 20 ] | [ 21 ] | [ 22 ] | [ 23 ] | [ 24 ] | [ 1 ]  |

## Religion
Der Ort ist römisch-katholisch geprägt und bis heute nach St. Vitus (Neunstetten) gepfarrt. Die Einwohner evangelisch-lutherischer Konfession sind nach St. Laurentius (Elpersdorf bei Ansbach) gepfarrt.